# Erhvervsjournalistprisen
Erhvervsjournalistprisen er en pris der uddeles årligt til "én person eller en gruppe af personer, der har markeret sig inden for erhvervsjournalistikken i online, elektroniske eller trykte media eller på anden vis har haft betydning for formidlingen af virksomhedsforståelse og -nyheder". Modtageren udpeges af et panel bestående af over 450 erhvervsjournalister, og modtager en statuette, et diplom samt en pris på 50.000 kr. Prisen blev stiftet i 2015 af analyse- og konsulentfirmaet Aalund, der ligeledes står som administrator af prisen.

## Historie
Prisuddelingen blev første gang afholdt i 2015 i JP/Politikens hus. Den første modtager var Niels Sandøe, der fik prisen for "sin flotte indsats inden for erhvervsjournalistikken". Efter den første prisuddeling valgte man at rykke uddelingen fra vinderens bladhus til en 'neutral beliggenhed'. I 2016 blev prisoverrækkelsen derfor afholdt på Hotel Skt. Petri i København. 
I 2016 vandt Jakob Skouboe prisen for sin dækning af OW Bunker-krakket.
I 2017 vandt Morten Svith prisen for sin afdækning af problematiske forhold i Aarhus Kommune.

## Prisens format
Erhvervsjournalistprisen er bygget op omkring et nomineringsudvalg samt et panel med 450 erhvervsjournalister. Nomineringsudvalget vælger fem nominerede kandidater, hvorefter afstemningspanelet vælger den endelige vinder blandt disse.
Nomineringsudvalget 2018
- Henrik Tüchsen, redaktionschef, Watch Medier
- Jens Christian Hansen, redaktør og erhvervskommentator, Berlingske Business
- Simon Kirketerp, penge- og investredaktør, Dagbladet Børsen
- Lars Løcke, erhvervsjournalist, Nordjyske Medier
- Solveig Bjørnestad, vært P1 Business, Danmarks Radio
- Lisbeth Knudsen, direktør og chefredaktør, Mandag Morgen

## Tidligere vindere
| Årstal | Navn          | Begrundelse                                                                                  |
| ------ | ------------- | -------------------------------------------------------------------------------------------- |
| 2015   | Niels Sandøe  | "sin flotte indsats inden for erhvervsjournalistikken"                                       |
| 2016   | Jakob Skouboe | "førsteklasses dækning af en af de største erhvervsskandaler i nyere tid, OW Bunker-krakket" |
| 2017   | Morten Svith  | "Vennetjenester, magtmisbrug mv. i Århus Kommune"                                            |